# Sonnet 153

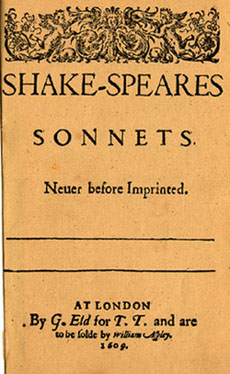
Sonnetten van Shakespeare, 1609

Sonnet 153 is, samen met Sonnet 154, een sonnet van William Shakespeare dat gebaseerd is op een gedicht van de Griekse dichter Marcianus Scholasticus. Dat gedicht beschrijft hoe Cupido's liefde (voorgesteld als een brandende fakkel) wordt gestolen door de nimfen.

## Shakespeares tekst
| Sonnet 153 Cupid laid by his brand and fell asleep. A maid of Dian's this advantage found, And his love-kindling fire did quickly steep In a cold valley-fountain of that ground, Which borrowed from this holy fire of love A dateless lively heat, still to endure, And grew a seething bath which yet men prove Against strange maladies a sovereign cure. But at my mistress' eye love's brand new fired, The boy for trial needs would touch my breast. I, sick withal, the help of bath desired, And thither hied, a sad distempered guest, But found no cure; the bath for my help lies Where Cupid got new fire: my mistress' eyes. |

## Vertaling
Cupido legde zijn liefdesfakkel terzijde en viel in slaap.
Een dienstmaagd van Diana greep haar kans,
En dompelde zijn vuur snel in een fontein
Die koud vanuit de grond van die vallei ontsprong.
Het water warmde zich aan het heilige vuur,
Een eeuwige, levenbrengende warmte,
Waar mannen in dit ziedend bad
Genezing vonden voor hun vreemde kwalen.
Maar in de ogen van mijn geliefde ontbrandde Cupido's toorts opnieuw,
De jongen beroerde er als test mijn borst mee,
Ziek van liefde zocht ik genezing in het bad,
en haastte me ernaartoe vol van ellende,
Maar een kuur vond ik er niet, daarvoor moest ik zijn
Waar Cupido's nieuw vuur ontbrandde: haar ogen.

## Analyse
Shakespeares sonnetten zijn voornamelijk geschreven in een metrum genaamd jambische pentameter, een rijmschema waarin elke sonnetregel bestaat uit tien lettergrepen. De lettergrepen zijn verdeeld in vijf paren, jamben genoemd, waarbij elk paar begint met een onbeklemtoonde lettergreep.
Dit sonnet en het daaropvolgende Sonnet 154 zijn gebaseerd op een gedicht uit een Griekse anthologie toegeschreven aan Marcianus Scholasticus (5e eeuw). Shakespeare beschikte mogelijk over een Engelse vertaling verspreid door een van zijn vrienden (zoals Ben Jonson). Het epigram beschrijft hoe de slapende Cupido door nimfen wordt beroofd van zijn liefdesvuur dat ze proberen te doven in een fontein. De fontein warmt weliswaar op, maar dooft het vuur niet, waarna de nimfen zich baden in heet water. Shakespeare versterkt dit beeld door aan de fontein geneeskrachtige eigenschappen toe te schrijven. Liefdesverdriet kan er echter niet mee worden genezen, de enige remedie daarvoor is te baden in de ogen van de geliefde. Shakespeare ontleent wel meer elementen uit het Griekse gedicht. Cupido's meer gebruikelijke attributen waren een boog en een koker vol met pijlen, maar in dit geval gebruikt Shakespeare het idee van de fakkel uit het oorspronkelijke gedicht.
Het blussen van de toorts van Cupido is ook te interpreteren als het hem beroven van zijn mannelijkheid. Het meisje dat Cupido in zijn slaap verrast is immers in dienst van Diana, de godin van de jacht die zich omringde met maagden. Door zijn toorts in de fontein te dompelen willen ze hem zijn kracht ontnemen. In het afsluitende distichon wordt gezegd dat de verliefde alleen in de ogen van zijn geliefde (Where Cupid got new fire) zijn kracht kan terugwinnen, een beeld dat doet denken aan het 'opladen' van een energiebron.